# Парусник де Хаана
Парусник де Хаана (лат. Papilio dehaanii) — дневная бабочка рода Хвостоносцы (Papilio) из семейства парусников (Papilionidae). Долгое время в России определялся как парусник бианор (Papilio bianor). Различия этой пары видов были установлены как по морфологии, так и по ДНК, причём внешне почти не отличимый парусник Маака (Papilio maackii) с материковой части России оказался не близким родственником пары P. bianor-P. dehaanii.
Впервые предположение, что под названием Papilio bianor скрываются два близких, но самостоятельных вида высказал Х. Ёсимото в конце 1990-х. Он предположил, что на севере ареала, включая материковые районы севернее Пекина в Китае, в Корее и на больших Японских островах (а также в России на юге Сахалина и Южных Курилах) встречается самостоятельный вид . Это мнение впоследствии полностью подтвердилось филогенией подрода Achillides, построенной на анализе ДНК и был выделен особый вид Papilio dehaanii C. Felder et R. Felder.

## Название
Вид назван в честь нидерландского зоолога Виллема де Хаана (1801—1855) — первого хранителя отдела беспозвоночных в Лейденском музей естественной истории и основного автора раздела о беспозвоночных семитомника «Фауна Японии» Филиппа Франца фон Зибольда.

## Описание

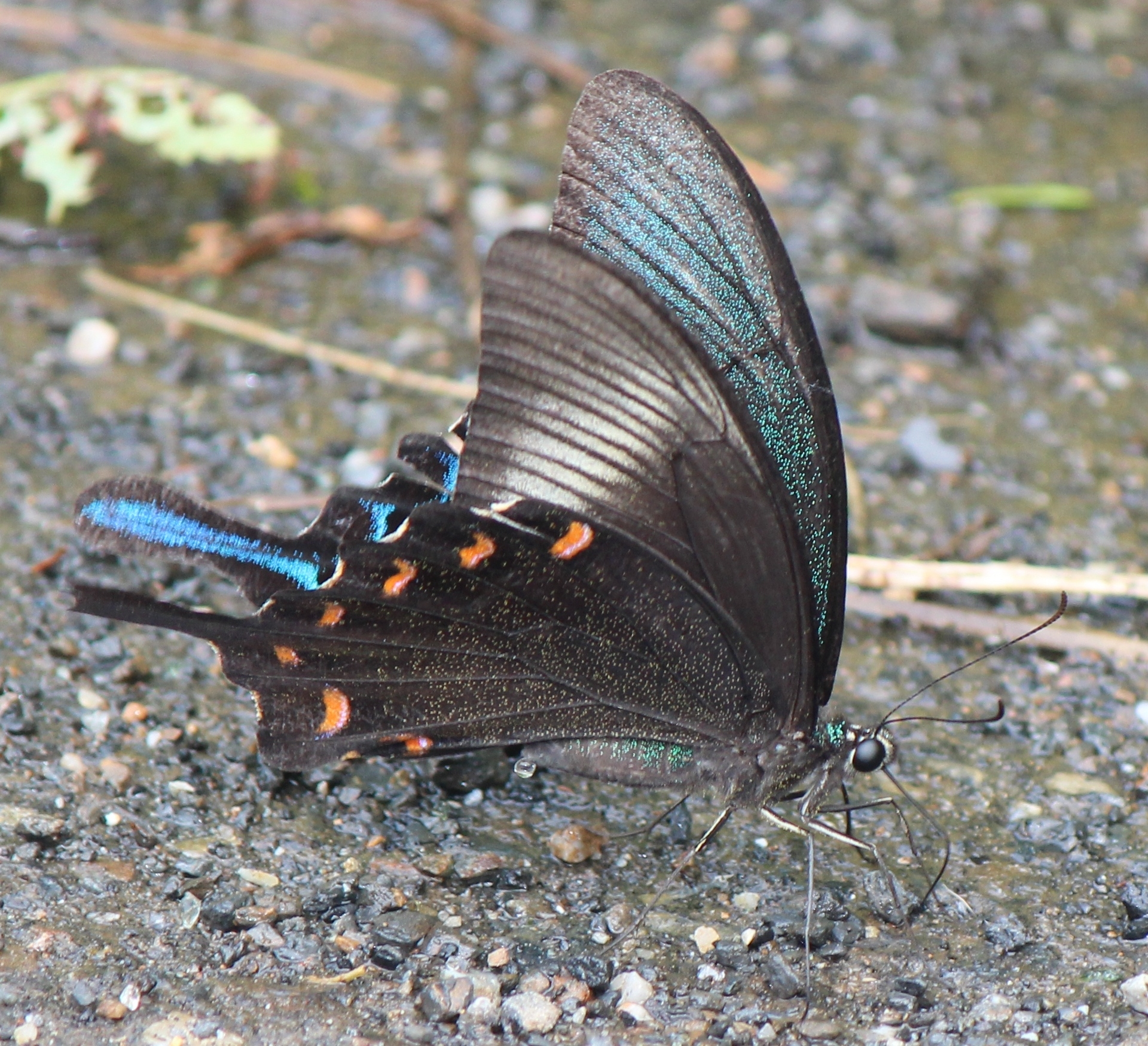

Размах крыльев экземпляров с территории России до 109 мм у самцов и до 116 мм у самок, причём южноприморские особи заметно крупнее сахалинских и южнокурильских (до 93 мм размах крыльев у самцов и до 100 мм у самок соответственно). Снизу на передних крыльях ближе к их внешнему краю довольно широкая беловатая поперечная полоса, к переднему краю значительно расширенная. По сторонам она ясно отграничена от основного более тёмного фона крыльев и не переходит на задние крылья. Этот признак характерен именно для P. dehaanii, но не для родственного ему P. bianor. Низ задних крыльев опылён очень мелкими золотисто-зелёными чешуйками, не образующими более яркого окаймления вдоль внешнего края, которое характерно для P. maackii.

## Ареал
Япония (типовое местонахождение), Корея, Северо-Восточный, Северный и частично Восточный Китай. На территории России обитает на юге Курильских островов (Итуруп и Кунашир), на юге Сахалина до перешейка Поясок, к северу от которого встречаются только случайно залетевшие особи. С 2004 года изредка, но регулярно регистрируется на самом юге Приморского края, в основном в Хасанском районе, хотя в 2017 году две самки были отмечены в Лазовском заповеднике.

## Подвиды
Лепидоптеролог Адам Коттон признаёт существование на севере ареала единственного номинативного подвида, несмотря на заметную разницу в размахе крыльев материковых, сахалинских, южнокурильских и японских особей. Остальные подвиды островные:
- Papilio dehaanii subsp. amamiensis Fujioka, 1981: Амами, Япония
- Papilio dehaanii subsp. hachijonis Matsumura, 1919: Хатидзё, Япония
- Papilio dehaanii subsp. ryukyuensis Fujioka, 1975: Окинавские острова, Япония
- Papilio dehaanii subsp. tokaraensis Fujioka, 1975: Наконосима, острова Токара, Япония
- Papilio dehaanii subsp. ullungensis Kim & Park, 1991: Уллындо, Корея

## Биология
На Сахалине и юге Курил встречается в долинных широколиственных и смешанных лесах и по их опушкам. В Хасанском районе бабочки обычно отмечались на цветах в садах. На Сахалине и южных Курильских островах в течение года развивается только одно поколение; бабочки летают с начала июля до конца второй декады сентября. Зимует, вероятно, куколка. В Хасанском районе бабочки отмечались 15 июня 2004 года, а в последующие годы — с конца первой декады августа по первую декаду сентября.